# طائفة

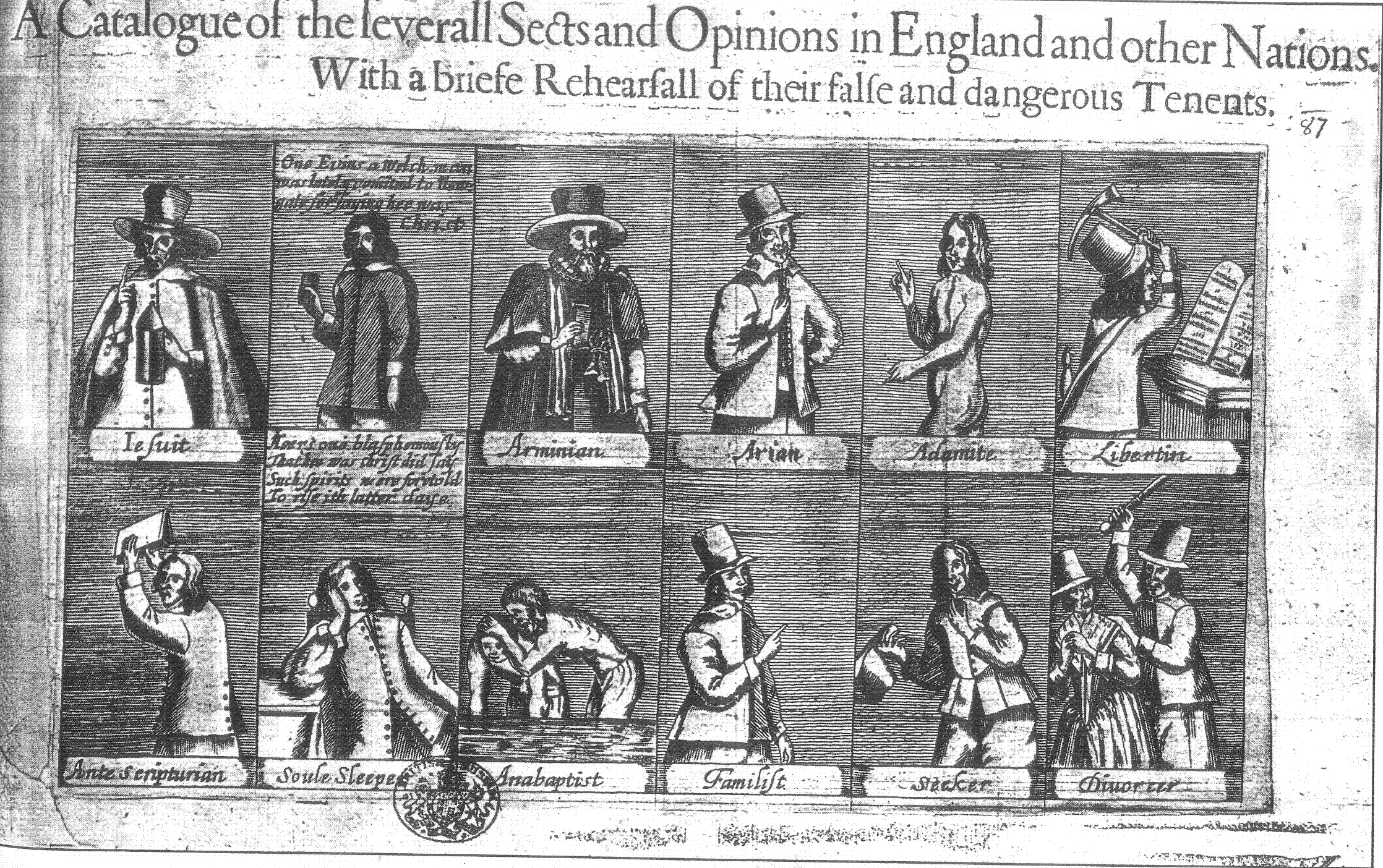

الطائفة في اللغة: الجزء من الشيء، أو القطعة من الشيء. فهي لفظ يفيد الشمول بشكل واسع، فلا تختص بمفهوم دون آخر، ولا تقتصر على ماهية دون أخرى، بل يمكن أن تكون الطائفة فردا أو أفراد، أو طائفة من الناس أو من النبات أو الجماد أو جماعة دينية أو سياسية أو اجتماعية، أو مرتبة تصنيف وغير ذلك، ويدخل في مفهومها طوائف جميع الأشياء، كما أن كلمة طائفة لا تنحصر في شيء بعينه، وقد استحدثت منها كلمة طائفية.
وكلمة (طائفه) تعني بالمعنى العلمي اليوم العينة من المجتمع التي يصح أن تمثله وأن تعمم نتائج تلك العينه على المجتمع,  فكلمة طائفه مأخوذه من طاف واسم الفاعل منه طائف وهذا فيه انتشار وتعميم,  وسمي الطوفان لأنه يعم ويشمل, فالطائفه من المسلمين مجموعه منهم تمثلهم ويجب ان يكون عددها مناسب مع عدد المسلمين,  والطائفه من اهل مكه ممجموعه يتناسب عددها مع عددهم,  ولهذا الطائفه غير محصوره بعدد فقد تكون قليله او كثيره بحسب المجتمع الذي تمثله,  ( فلولا نفر من كل فرق طائفه).

## تعريف
الطائفة في اللغة العربية: جزء من الشيء، فتصدق على: طائفة من النبات أو من الكلمات أو من الأشجار أو من الناس، وحيث أطلقت على جزء من الناس فتصدق على واحد أو أكثر، وفي القرآن: ﴿وَلْيَشْهَدْ عَذَابَهُمَا طَائِفَةٌ مِنَ الْمُؤْمِنِينَ۝2﴾ قال مجاهد: الطائفة الرجل الواحد إلى الألف، وقيل: الرجل الواحد فما فوقه، وروي عنه أيضا أنه قال: أقله رجل. وقال عطاء: أقله رجلان. يقال: طائفة من الناس وطائفة من الليل. وفي الحديث: «لا تزال طائفة من أمتي على الحق» الطائفة: الجماعة من الناس، وتقع على الواحد كأنه أراد نفسا طائفة. وسئل إسحاق بن راهويه عنه فقال: "الطائفة دون الألف وسيبلغ هذا الأمر إلى أن يكون عدد المتمسكين بما كان عليه رسول الله ﷺ وأصحابه ألفا يسلي بذلك أن لا يعجبهم كثرة أهل الباطل".

والطائفة بمعنى: القطعة من الشيء، كالأعضاء من الجسد تسمى طوائف، وكل جزء منها يسمى طائفة، قال أبو كبير الهذلي: 

قيل: عنى بالطوائف النواحي الأيدي والأرجل. والطوائف من القوس: ما دون السية (أي: ما اعوج من رأسها). وطائف القوس: ما بين السية والأبهر، وجمعه طوائف، وأنشد ابن بري: 

## تعريفات
طائفة شكل من أشكال التأثير وأيضاً هي توجية مجموعة من الناس ناحية تبنى فكرة أو أتجاة معتقد أساسي قد يكون سياسيا أو اجتماعيا. وتستخدم هذة الأستراتيجية لحل المشاكل بدل من استخدام القوة.
- Sect وهي الجماعة الدينية أو السياسية التي تفترق عن مجموعة أكثر شمولية قديمة النشأة.
- Cult هي غالبا ما تشير إلى جماعات دينية صغيرة مستقلة بعقائدها (غالبا ما تكون هذه العقائد دينية جديدة) تعتبر من غالبية المجتمع والتيارات السياسية مرفوضة وخارجة عن الإطار السائد المقبول، باختصار هي جماعات مارقة.